# Philippe Ramos
Pour les articles homonymes, voir Ramos.
Philippe Ramos est un réalisateur et scénariste français, né en 1966,.

## Biographie
Philippe Ramos tourne plusieurs courts métrages à partir des années 1990 puis réalise son premier long métrage, Adieu pays, avec Philippe Garziano, Frédéric Bonpart et Anne Azoulay. Cette chronique d'une famille dans un petit village sort en salle en 2003.
Ramos enchaîne avec un court métrage, Capitaine Achab, librement adapté du Moby Dick d'Herman Melville, avec Frédéric Bonpart (dans le rôle d'Achab), Valérie Crunchant et Jean-Paul Bonnaire. Ce film obtient le prix de la presse au Festival du film court de Paris (2003) et au Festival Côté court de Pantin (2004). Capitaine Achab fait l'objet d'une diffusion sur la chaine Arte dans la série Portraits et bénéficie d'un accueil remarqué par la presse[réf. nécessaire] lors de la Quinzaine des réalisateurs 2004 au Festival de Cannes. Philippe Ramos est rapidement assimilé à la nouvelle génération du cinéma d'auteur français.
En 2006, il tourne une adaptation de Moby Dick mais cette fois dans un format long, qui obtient le prix de la mise en scène au Festival de Locarno 2007.
En 2010, il réalise un film consacré à la dernière année de la vie de Jeanne d'Arc, intitulé Jeanne captive, avec Clémence Poésy dans le rôle-titre. Le film obtient une sélection au Festival de Cannes 2011 dans la Quinzaine des Réalisateurs.
En 2015, il sort Fou d'amour, qu'il adapte de son propre court métrage Ici-bas (1996), s'inspirant de l'affaire Guy Desnoyers. Avec ce film, il remporte le Grand prix des Amériques au Festival des films du monde de Montréal.
2019 est une année charnière dans l'œuvre du cinéaste. Avec Les Grands Squelettes, il met fin à ce qui pourrait être considéré comme une trilogie historique (Capitaine Achab, Jeanne captive et Fou d'amour). Le film est une succession de monologues intérieurs emprunts d'amour et de solitude, soutenus par une mise en scène composée essentiellement de photographies des acteurs et des décors, dans une manière qui peut éventuellement évoquer celle de La Jetée de Chris Marker[réf. nécessaire].

## Filmographie

### Longs métrages
- 2003 : Adieu pays
- 2007 : Capitaine Achab
- 2011 : Jeanne captive
- 2015 : Fou d'amour
- 2018 : Les Grands Squelettes

### Moyens métrages
- 2000 : L'Arche de Noé

### Courts métrages
- 1992 : Madame Edwarda
- 1993 : Les Îles désertes
- 1995 : Vers le silence
- 1996 : Ici-bas
- 2003 : Capitaine Achab  (ébauche du long métrage du même nom)

## Distinctions
- Grand prix pour Vers le silence, Festival du film de chercheur de Nancy 1995
- Prix Canal + pour Ici-bas, Festival de Grenoble 1997
- Prix du jury pour L'Arche de Noé, Festival Côté court de Pantin 1999
- Prix de la presse pour Capitaine Achab (court métrage), Festival du film court de Paris 2003
- Prix de la presse pour Capitaine Achab (court métrage), Festival Côté court de Pantin 2004 :
- Prix du jury professionnel pour Adieu pays, Festival du premier film d'Albi 2003
- Prix de la mise en scène pour Capitaine Achab (long métrage), Festival de Locarno 2007
- Prix de la critique internationale pour Capitaine Achab (long métrage), Festival de Locarno 2007
- Grand prix des Amériques pour Fou d'amour au Festival des films du monde de Montréal 2015